# Блиц (новине)
Блиц је српски дневни лист са седиштем у Београду. Први штампани пример изашао је 1996. године, док је веб-портал покренут 1998, а Блиц телевизија 2022. Блиц је део портфолија предузећа Ringier Serbia, које је део међународне медијске компаније Ringier са седиштем у Швајцарској. Према истраживању Gemius Audience, Блиц је најпосећенији информативни портал у Србији од 2012.

## Тираж и читаност
Након промене власничке структуре, Блиц бележи раст тиража и броја продатих примерака. У 2006. години тираж листа износио је 164.221 примерака дневно, да би се у 2007. години повећао на 180.948 примерака. Благи раст тиража настављен је и у наредном периоду. Многа истраживања читаности штампаних медија сврставају Блиц у ред најчитанијих дневних листова у Србији, који читаоци доживљавају као изразито проевропске и проамеричке новине, у којима могу пронаћи кратке и јасне информације, мада неки оспоравају ова истраживања као пристрасна.
Према званичним подацима Gemius Audience за септембар 2024. године, Блиц је најпосећенији српски портал, са просеком од 1.025.562 посетилаца из Србије сваког дана током месеца. Блиц је једини сајт који свакодневно посећује више од милион људи из Србије. Портал држи лидерску позицију у читаности већ више од 12 година, од почетка званичног Gemius истраживања у Србији, током којег ниједан други портал није прузео титулу најпосећенијег. Ови подаци су јавно доступни на сајту Gemius Audience.

## Истраживачко новинарство

### Случај Милутина Јеличића Јутке
Једна од најзначајнијих истраживачких прича Блица била је случај Милутина Јеличића Јутке, истакнутог локалног политичара из Бруса. Јутка је, користећи свој политички утицај, био оптужен за сексуално узнемиравање запослених жена у општини којом је управљао. Захваљујући детаљном извештавању Блица, овај случај је привукао велику пажњу јавности, што је на крају довело до Јуткине осуде и затворске казне.

### Случај Мирослава Алексића
Још једна истрага Блица односила се на Мирослава Мику Алексића, дечијег учитеља глуме из Београда, оптуженог за силовање и сексуално злостављање више малолетних ученица. Блиц је био први који је известио о овом случају, што је изазвало огорчење широм земље. Суђење је још у току, а првостепена пресуда се очекује.

### Истраживања јавног мњења
Према истраживању Центра за професионализацију и медијску писменост (ЦЕПРОМ) под називом "Онлајн медији и претплате у Србији 2023", ако би сви српски интернет сајтови захтевали претплату за приступ садржају, већина грађана Србије би се одлучила да плати претплату за Блиц. Истраживање ЦЕПРОМ-а истиче да је читаност Блица директно повезана са његовим потенцијалом за претплату, што га чини лидером у обе категорије.
Истраживање јавног мњења које је спровео Центар за истраживање, транспарентност и одговорност (ЦРТА) у новембру 2022. године показало је да грађани, међу интернет порталима и новинама, најчешће прате Блиц, а Блиц је такође и медиј којем, према овом истражвивању, највише верују.

## Блиц фондација
Блиц фондација основана је почетком 2013. године, а прва велика иницијатива, кампања „Срце за децу”, покренута је 30. јануара исте године. Ова кампања је прикупила и финансијске и материјалне донације како би помогла деци из угрожених породица широм Србије, чиме је позитивно утицала на животе преко 500 деце.
Хуманитарни напори фондације проширили су се и изван помоћи деци, пружајући подршку заједницама погођеним природним катастрофама и другим тешкоћама. Фондација је изградила куће за жртве поплава у Обреновцу и обезбедила станове за породице у невољи. Кључне институције, као што су Центар за заштиту одојчади, деце и омладине у Звечанској, као и бројне здравствене установе, добиле су подршку фондације, укључујући донације медицинске опреме, реновирање клиника и обезбеђивање кључних здравствених средстава, укључујући ултразвучне апарате за болнице у Вршцу, Белој Цркви, Панчеву и Институт за здравствену заштиту мајке и детета Србије „Др Вукан Чупић’’ у Београду.
Фондација је такође допринела реновирању медицинских установа, укључујући одељење гинекологије у Вршцу и неурологије у болници у Ваљеву (5,3 милиона динара), као и опремању болница у Бору и другим градовима.
Водила је кампање прикупљања новца у сарадњи са емисијом Вече са Иваном Ивановићем и Првом телевизијом, што је допринело ширем одзиву грађана.

## Критике
Лист критикују одређене политичке партије, сматрајући га прво гласилом Демократске странке па онда Српске напредне странке и њених политичких савезника. Са друге стране поједини чланови и представници СНС-а подносили су тужбе против Блица као и његових новинара и уредника.

### Oбјављивањe фотомонтаже Муамера Зукорлића
Блиц је у издању од 19. јуна 2010. године објавио фото-монтажу са ликом муфтије Муамера Зукорлића на којој је он приказан како се рукује са папом Бенедиктом XVI обучен у православну одежду са крстом на глави уз текст „Већи Папа од Папе“. Објављивање ове фото-монтаже изазвало је оштре реакције исламске заједнице у Србији, чији је главни муфтија Зукорлић, укључујући и позив на бојкот листа „Блиц“. Главни муфтија је такође најавио да ће тужити лист и тражити одштету од 100 милиона евра. У одговору на оптужбе Зукорлића и исламске заједнице у Србији, уредништво Блица је закључило да Зукорлић злоупотребљава једну фото-монтажу да би политички трговао с властима у Србији. У одбрану Блица стале су и неке про-бошњачке партије у Србији.